# Bill Mishalow
Bill Mishalow (Chicago, 6 marzo 1952) è un ex calciatore statunitense di ruolo portiere.

## Carriera
Si forma calcisticamente nella rappresentativa dell'università dell'Alabama a Huntsville.
Nella stagione 1976 viene selezionato dai L.A. Aztecs, franchigia della NASL, in cui militerà sino al campionato 1978. Con gli Aztecs raggiunse come miglior piazzamento le semifinali dei play-off per il titolo nella North American Soccer League 1977, perse contro i Seattle Sounders.
Nella stagione 1979 lasciò la California per giocare nei Memphis Rogues, che lasciò nel corso del campionato ingaggiato dai N.E. Tea Men, con cui non riuscì ad accedere ai play-off per il titolo. 
Nella North American Soccer League 1980 è in forza agli Atlanta Chiefs, con cui non riuscì ad accedere ai play-off per il titolo.
Contemporaneamente e successivamente al calcio si dedicò all'indoor soccer, ove come miglior risultato raggiunse, in forza ai Chicago Sting, la finale della  North American Soccer League Indoor 1980-1981, persa contro i canadesi dell'Edmonton Drillers.